# Mindaugas
Mindaugas (n. cca. 1200 – d. 12 septembrie 1263) a fost primul Mare Duce al Lituaniei și unicul rege al Lituaniei. Se cunosc puține date despre originile sale, copilărie și ascensiunea la putere; este menționat într-un tratat de la 1219 ca un duce mai mare și în 1236 ca lider al tuturor lituanienilor. Sursele contemporane și moderne cu privire la ascensiunea lui menționează căsătorii strategice împreună cu izgonirea sau uciderea rivalilor săi. El și-a extins domeniul în regiunile de sud-est ale Lituaniei dintre anii 1230 și 1240. În 1250 sau 1251, pe parcursul luptelor interne pentru putere, a fost botezat de Biserica Romano-Catolică; această acțiune i-a permis să înființeze o alianță cu Ordinul livonian, un antagonist de lungă durată pentru lituanieni. În vara anului 1253 a fost încoronat ca rege al Lituaniei, domnind asupra 300.000 sau 400.000 de persoane.
Domnia sa de zece ani a fost marcată de diferite construcții statale, conflictele lui Mindaugas cu rudele și alți duci au continuat iar vestul Lituaniei a rezistat cu tărie dominației Alianței. Bătăliile câștigate în sud-est i-a provocat pe tătari. Mindaugas a rupt alianța cu Ordinul livonian în 1261, renunțând probabil la creștinism și a fost asasinat în 1263 de către nepotul său Treniota și un alt rival, ducele Daumantas. De asemenea, cei trei succesori au fost imediat asasinați. Starea de incertitudine din rândul conducerii a fost rezolvată când Traidenis a primit titlul de Mare Duce în cca. 1270.
Deși reputația lui a fost perturbată în secolele următoare iar urmașii săi nu au fost remarcați, a câștigat în notorietate în secolele XIX și XX. Mindaugas a fost unicul rege al Lituaniei; în timp ce majoritatea următorilor Mari Duci ai Lituaniei din Jogaila, au domnit de asemenea ca regi ai Poloniei, titlurile au rămas separate. În prezent considerat fondatorul statului lituanian, lui i se atribuie și oprirea expansiunii tătarilor spre Marea Baltică, astfel câștigând recunoașterea internațională a Lituaniei și îndreptându-se către civilizația occidentală. În anii 1990, istoricul Edvardas Gudavičius a publicat o cercetare care atestă data exactă de încoronare - 6 iulie 1253. Această zi este acum o sărbătoare națională oficială, Ziua statalității.

## Origini, familia și numele
Deoarece sursele scrise care acoperă perioada sunt rare, originile și arborele genealogic lui Mindaugas nu au fost stabilite în mod concludent. Cronicile Bychowiec, datând din secolele XVI și XVII, au fost discreditate în această privință, susținând că fac parte din neamul Palemonid, o familie nobilă care se presupune că au originea în cadrul Imperiului Roman. Anul nașterii sale nu este exact cunoscut; se consideră că s-ar fi născut în jurul anului 1200. Tatăl său este menționat în Cronica livoniană Rhymed ca un duce puternic („ein kunic brut”), dar numele a fost notat; cronicile ulterioare i-au dat numele Ryngold. Dausprungas, menționat în textul tratatului de la 1219, este considerat a fi fratele lui Mindaugas, iar Tautvilas și Gedvydas, nepoții săi. Se crede că a avut două surori, una măritată cu Vykintas iar cealaltă cu Daniel din Galiția. Vykintas și fiul său Treniota, au jucat un rol important în luptele pentru putere de mai târziu. Mindaugas avut cel puțin două neveste, Morta Morta și sora acesteia, al cărui nume nu este cunoscut și, probabil, o soție anterioară; existența presupune că a avut doi copii - un fiu pe nume Vaišvilkas și o fiică anonimă măritată cu Svarn în 1255 - duceau o viață independentă deja când copii lui Morta erau încă mici. În plus față de Vaišvilkas și sora lui, cei doi fii, Ruklys și Rupeikis, sunt menționați în izvoarele scrise. Ultimii doi au fost asasinați împreună cu Mindaugas. Informații cu privire la fiii lui sunt puține iar istoricii continuă să discute numărul lor. Se presupune că ar fi avut alți doi fii, ale căror nume au fost mai târziu confundate de către cărturari în Ruklys și Rupeikis.
În secolul al XIII-lea Lituania a avut puține contacte cu ținuturile străine. Numele lituaniene sunau obscur și nefamiliare pentru diferiți cronicari, care au modificat în așa fel încât să sune ca numele din limba lor maternă. Numele lui Mindaugas în texte istorice a fost înregistrat în diferite forme distorsionate: Mindowe în latină; Mindouwe, Myndow, Myndawe, și Mindaw în limba germană; Mendog, Mondog, Mendoch și Mindovg în poloneză; și Mindovg, Mindog și Mindowh în limba rusă, printre altele. Deoarece sursele rusești oferă cele mai multe informații despre viața lui Mindaugas, acestea au fost considerate cele mai potrivite de lingviști pentru cercetarea originii numelui. Cea mai cunoscută versiune rusă a fost Mindovg, care poate fi destul de ușor de reconstruit ca Mindaugas sau Mindaugis. În 1909, lingvistul lituanian Kazimieras Buga a publicat o lucrare de cercetare care susținea sufixul „-as”, care a fost în mare parte acceptată. Mindaugas este un nume arhaic bisilabic lituanian, folosit înainte de creștinarea Lituaniei, și este formată din două componente: min și daug. Etimologia poate fi găsită de la „daug menąs” (înțelepciune mare) sau „daugio minimas” (faimă multă).

## Ascensiunea către putere
Lituania a fost condusă în secolul al XIII-lea de un număr de duci și prinți din diverse fiefuri și triburi. Ei au fost vag legați de asemănări ale religiei și ale tradiției, comerț, rudenie, campanii militare comune, precum și de prezența prizonierilor capturați din zonele învecinate. Negustorii din vest și misionarii au început caute control asupra zonei în secolul al XII-lea, înființând orașul Riga, Letonia în 1201. Eforturile lor în Lituania au fost temporar oprite prin înfrângerea Bătăliei de la Saule în 1236, dar ordinele de armate creștine au continuat să reprezinte o amenințare. Țara a fost supusă, de asemenea, invaziei Imperiului Mongol.
Un tratat cu Galiția-Volînia, semnat în 1219, este considerat, de obicei, prima dovadă concludentă că triburile din zona baltică s-au unit ca răspuns la aceste amenințări. Semnatarii tratatului cuprindeau douăzeci de duci lituanieni și o ducesă văduvă; se specifică faptul că cinci dintre aceștia au fost mai în vârstă și astfel au avut prioritate față de cei șaisprezece rămași. Mindaugas, în ciuda tinereții sale, precum și Dausprungas fratele său, sunt enumerați printre ducii cei mai în vârstă, ceea ce înseamnă că și-au moștenit titlurile. Cronica livoniană Rhymed îl descrie în 1236 ca pe un domnitor al întregii Lituanii. Drumul lui către acest titlu este necunoscut. Cronicile rutene menționează că a ucis sau expulzat o parte din duci, inclusiv rude. Istoricul S.C. Rowell a descris ascensiunea sa la putere ca având loc prin „procesele familiare de căsătorie, crime și succes militar”.
În timpul anilor 1230 și 1240, Mindaugas și-a consolidat puterea și a stabilit-o în diferite ținuturi baltice și slave. Războiul din regiune s-a intensificat; el s-a luptat cu forțele germane în Curlanda, în timp ce mongolii au distrus Kievul în 1240 și a intrat în Polonia în 1241, învingând două armate poloneze și incendiind Cracovia. Victoria lituaniană în bătălia de la Saule a stabilizat temporar granița din nord, dar ordinele creștine au continuat să câștige teritorii de-a lungul coastei baltice, înființând orașele Gdańsk (Danzig) și Klaipėda (Memel). Constrâns în nord și vest, Mindaugas s-a mutat la est și sud-est, cucerind Navahrudak, Hrodna, Vawkavysk, și Principatul Poloțk. Prin anul 1239 l-a numit pe fiul său Vaišvilkas să guverneze aceste domenii, cunoscute ulterior cu numele de Rutenia Neagră. În 1248, și-a a trimis nepoții Tautvilas și Edivydas, fiii fratelui său Dausprungas, împreună cu Vykintas, ducele de Samogiția, să cucerească Smolensk, dar nu au avut succes. Încercările lui de a-și consolida domnia în Lituania, au dus la un succes mixt; în 1249, un război civil a izbucnit atunci când el a încercat să le ia terenurile nepoților săi și a lui Vykinta.

## Drumul către încoronare

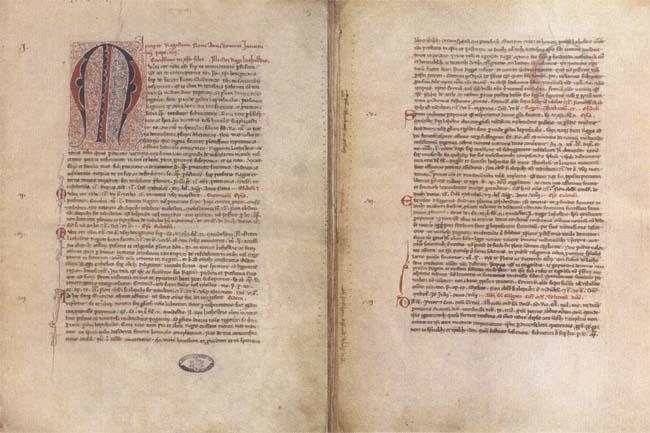
Edictul papal emis de Papa Inocențiu al IV-lea a stabilit amplasarea Lituaniei sub jurisdicția episcopului de la Roma, și discutarea botezului și a încoronării lui Mindaugas.

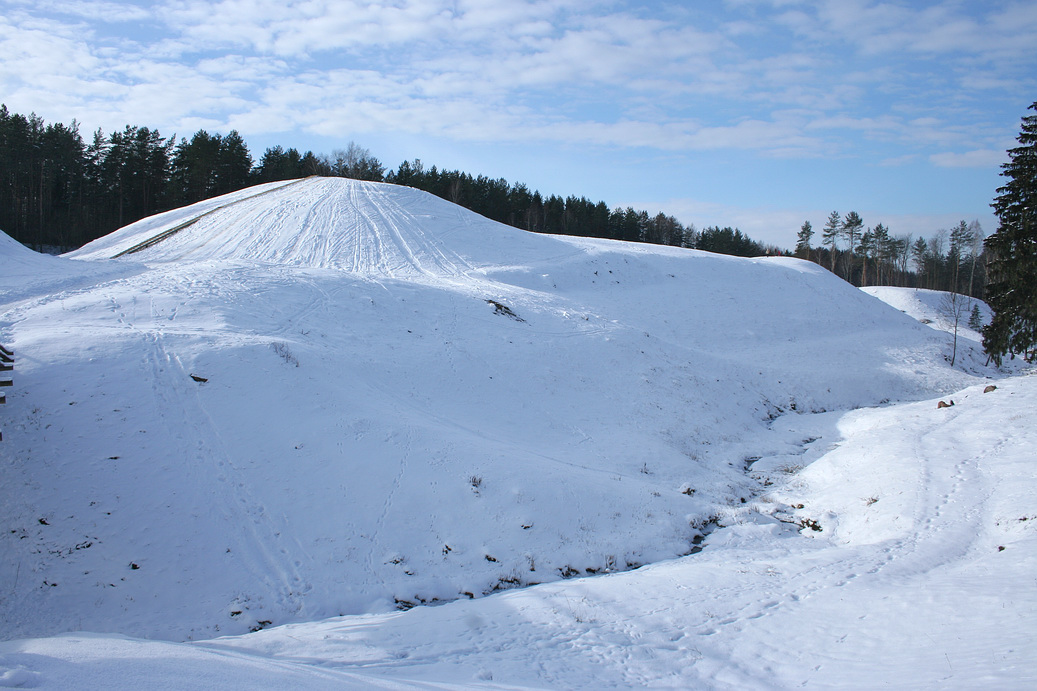
Castrul de la Šeiminyškėliai probabil locul castelului de la Voruta, presupusa capitală a lui Mindaugas.

Tautvilas, Edivydas, și Vykintas au format o coaliție puternică cu samogițieni, Ordinului livonian, Daniel din Galiția (Tautvilas și cumnatul lui Edivydas), precum și Vasilko din Volînia împotriva lui Mindaugas. Principii de Galiția și Volînia au reușit să câștige controlul asupra Ruteniei Negre, perturbând supremația lui Vaišvilkas. Tautvilas consolidat poziția de deplasare la Riga și acceptarea botezului de către Arhiepiscop. Tautvilas și-a consolidat atitudinea când a plecat la Riga, unde a fost botezat de arhiepiscop. În 1250, Ordinul a organizat două raiduri majore, unul împotriva țării Nalša și împotriva altor domenii ale lui Mindaugas și acele părți din Samogiția care încă l-au susținut. Atacat din nord și sud și confruntându-se cu o posibilitatea unor frământări în alte părți, Mindaugas a fost pus într-o situație extrem de dificilă, dar a reușit să se folosească de conflictele dintre ordinul livonian și Arhiepiscopul de la Riga în propriile sale interese. A reușit să îl mituiască pe maestrul Ordinului Andreas von Stierland, care încă era supărat pe Vykintas pentru înfrângerea de la Bătălia de la Saule din 1236, trimițându-i „multe daruri”.
În 1251, Mindaugas a fost de acord să fie botezat și să cedeze controlul asupra unor terenuri din vestul Lituaniei, în schimbul recunoașterii ca rege de către Papa Inocențiu al IV-lea. Papa a urat bun venit Lituaniei creștine ca bastion împotriva amenințărilor mongole; la rândul său, Mindaugas a solicitat intervenția Papei în conflictele lituaniene desfășurate cu ordinele creștine. La data de 17 iulie 1251, Papa a semnat două edicte papale importante. Unul dintre acestea a poruncit episcopului de la Chełm să-l încoroneze pe Mindaugas ca rege al Lituaniei, să fie numit un episcop pentru Lituania, și să se construiască o catedrală. Celălalt edict a cerut ca episcopul să fie în subordinea directă a Papei, și nu a arhiepiscopului de la Riga. Această autonomie a fost un progres binevenit. Data exactă a botezului lui Mindaugas nu este cunoscută. Soția sa, cei doi fii și membrii de la Curtea sa regală au fost botezați; Papa Inocențiu a scris ulterior că mai mulți supuși ai lui Mindaugas au primit, de asemenea să fie creștinați.
Procesul de încoronare și înființarea unor instituții creștine a durat doi ani. Conflictele interne au continuat, în primăvara sau vara anului 1251, Tautvilas și aliații săi rămași au atacat războinicii lui Mindaugas și oamenii importanți din ordinul livonian în Castelul de la Voruta. Atacul a eșuat, iar forțele lui Tautvilas s-au retras să se apere în Castelul de la Tviremet (se presupuse a fi Tverai în Samogiția). Vykintas a murit în 1251 sau 1252 iar Tautvilas a fost obligat să se alăture lui Daniel din Galiția.

## Regatul Lituaniei
Mindaugas și soția sa Morta au fost încoronați în vara anului 1253. Episcopul Henry Heidenreich de Kulm a organizat ceremoniile ecleziastice și Stirland Andreas a oferit coroana. 06 iulie este în ziua de azi sărbătorită Ziua statalității (în letonă Valstybės diena); este o sărbătoare oficială în Lituania modernă. Deși, data exactă a încoronării nu este cunoscută; istoricul Edvardas Gudavičius, care a promulgat această dată, este uneori contestată. Locul încoronării, este de asemenea neștiut.
Pacea și stabilitatea relativă a durat opt ani. Mindaugas s-a folosit de această ocazie pentru a se concentra asupra extinderii spre răsărit. Și-a consolidat influența în Rutenia Neagră, în Pinsk, și a profitat de prăbușirea Rusiei Kievene prin cucerirea orașului Poloțk, un important centru de comerț din bazinul râului Daugava. De asemenea, a negociat o pace cu Galiția-Volînia și și-a căsătorit fiica cu Svarn, fiul lui Daniel din Galiția, care va deveni mai târziu Marele Duce al Lituaniei. Relații diplomatice cu Europa de Vest și Sfântul Scaun au fost consolidate. În 1255, Mindaugas a primit permisiunea de la Papa Alexandru al IV-lea să-și încoroneze fiului său ca rege al Lituaniei. Au fost înființate curtea nobilă, sistemele administrative, un serviciu diplomatic și un sistem monetar. Monede mari de argint lituaniene și un indice al statalității au fost emise. A sponsorizat construirea unei catedrale în Vilnius, probabil pe locul actual al Catedralei de la Vilnius. Cele mai vechi texte religioase în limba lituaniană au apărut în această perioadă.
Imediat după încoronare, Mindaugas a dat Ordinului livonian câteva terenuri din vest - porțiuni din Samogiția, Nadruva, și Dainava - deși controlul său asupra acestor teritorii de vest a fost rarefiat. Există unele discuții pentru a stabili dacă în ultimii ani (1255, 1257, 1259, 1261) Mindaugas a dat chiar mai multe terenuri Ordinului. Aceste fapte ar fi putut fi falsificate de către Ordin; acest caz pentru acest scenariu este susținut de faptul că unele dintre documente menționează că terenurile nu au fost de fapt sub controlul lui Mindaugas.
Mindaugas și antagonistul său, Daniel, au ajuns la o reconciliere în 1255; terenurile din Rutenia Neagră i-au fost date fiului său Daniel, Roman Danylovich. Ulterior, Vaišvilkas, fiul lui Mindaugas, a primit botezul în calitate de membru al credinței ortodoxe, devenind călugăr și fondator a două mănăstiri. Antagonismul lui Tautvilas a fost temporar rezolvat atunci când el a recunoscut superioritatea lui Mindaugas și a primit Polațk ca un fief. O confruntare directă cu mongolii a avut loc în 1258 sau 1259, atunci când Berke Khan și-a trimis generalul Burundai pentru a provoca guvernarea lituaniană, cerându-i lui Daniel și a altor prinți să participe. Cronica Novgorod descrie urmarea ca o înfrângere a lituanienilor, dar a fost văzut ca un câștig pentru Mindaugas.
O singură frază în Cronica Hypatian menționează că Mindaugas se apără în Voruta împotriva nepoților săi și a ducelui Vykintas; alte două surse menționează despre „castelul său”. Localizarea Vorutei nu este specificată, iar acest lucru a dus la speculații considerabile, odată cu cercetările arheologice, cu privire la șederea de la curtea sa. Paisprezece locații diferite au fost propuse, printre care Kernavė și Vilnius. Săpăturile arheologice oficiale au început în 1979, după ce o porțiune a locului numită „Tronul castrului lui Mindaugas” s-a prăbușit. În prezent, orașul găzduiește o mare sărbătoare pentru Ziua statalității.

## Asasinarea

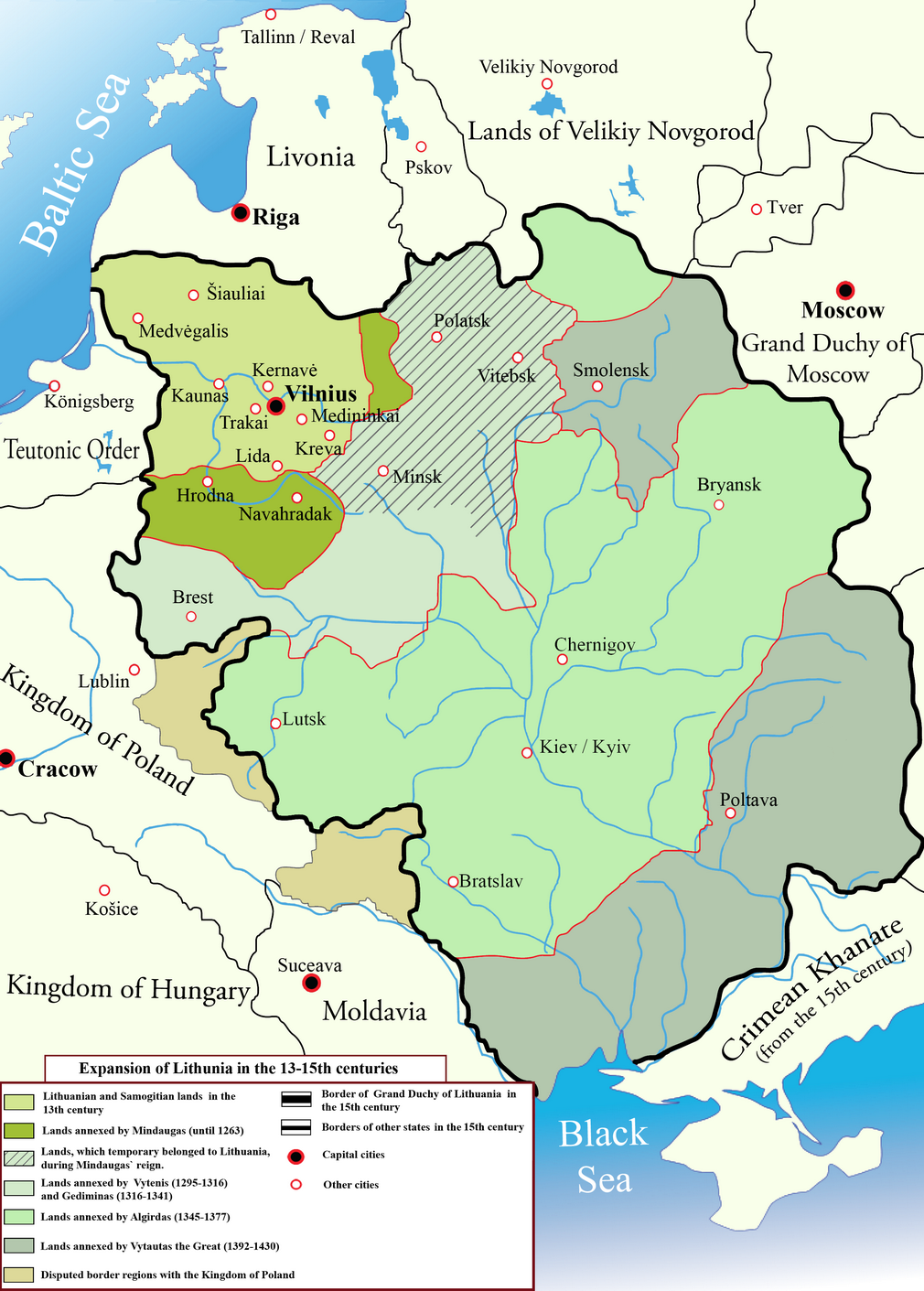
Marele Ducat al Lituaniei în perioada secolelor XIII-XV.

Ordinul livonian s-a folosit de alianța lor cu Mindaugas să dobândească controlul asupra terenurilor samogițiene. În 1252 a aprobat cererea Ordinului de construire a Castelului de la Klaipeda. Cu toate acestea, conducerea lor a fost considerată tiranică; legile moștenite au fost schimbate; iar alegerile între partenerii de căsătorie și de rezidențe au fost restricționate. Au urmat mai multe bătălii dure. În 1259 Ordinul a pierdut bătălia de la Skuodas, și în 1260 a pierdut bătălia de la Durbe. Prima pierdere a încurajat o rebeliune a semigalianilor, iar ulterior stimulându-i pe prusaci într-o revoltă împotriva Ordinului cunoscută cu denumirea de Marea Revoltă Prusacă, care a durat timp de 14 ani. Încurajat de aceste evenimente și de nepotul lui, Treniota, Mindaugas a rupt pacea cu Ordinul. Câștigurile așteptate de la creștinare s-au dovedit a fi minore.
Se crede că Mindaugas ar fi revenit ulterior la păgânism. Motivația lui de convertire este adesea descrisă de istoricii moderni doar din puncte de vedere strategic. Cazul pentru apostazia lui se bazează în mare măsură de două surse aproape contemporane: o afirmație în 1324 de către Papa Ioan al XXII conform căreia Mindaugas s-a întors la păcat, precum și Cronica Galiția-Volînia. Cronicarul scrie că Mindaugas a continuat să practice păgânismul, făcând sacrificii pentru zeul său, prin ardere de cadavre, și efectuarea ritualurilor păgâne în public. Istoricii au subliniat posibilitatea de părtinire în această privință, deoarece Mindaugas a fost în război cu Volînia. Pe de altă parte, Papa Clement al IV-lea a scris despre „Amintirea frumoasă Mindaugas” (Clare memorie Mindota) în 1268, exprimându-și regretul pentru asasinarea sa.
În orice caz, lituanienii nu au fost pregătiți să accepte creștinismul iar botezul lui Mindaugas a avut un impact mic asupra progreselor ulterioare. Majoritatea populației și a nobilimii a rămas păgână; supușii săi nu au fost nevoiți să se convertească. Catedrala construită la Vilnius a fost înlocuită de un templu păgân, și toate realizările diplomatice făcute după încoronarea lui au fost pierdute, deși practica creștinismului și căsătoriile mixte au fost permise.
Conflictele regionale cu Ordinul au izbucnit. Alexander Nevsky din Novgorod, Tautvilas și fiul său, Constantin, au convenit să formeze o coaliție împotriva lui Mindaugas, dar planurile lor au eșuat. Treniota a fost lider al rezistenței Samogiției; el a condus o armată la Cēsis (actualmente în Letonia), ajungând la coasta estonă și au luptat la Mazovia (actualmente în Polonia). Scopul lui a fost să încurajeze toate triburile baltice cucerite să se ridice împotriva ordinelor creștine și să se unească sub conducerea lituaniană. Influența sa a crescut în timp ce Mindaugas se concentra asupra cuceririi pământurilor rutene, trimițând o armată mare la Briansk. Treniota și Mindaugas au început să urmărească priorități diferite. Cronica Rhymed menționează nemulțumirea lui Mindaugas asupra faptului că Treniota nu realizase nicio alianță în Letonia sau Estonia; se poate ca lui să-i fi plăcut diplomația. În mijlocul acestor evenimente soția lui Mindaugas, Morta, a murit, iar el a luat-o pe sora acesteia, soția lui Daumantas, de nevastă. Drept răzbunare, Daumantas și Treniota l-au asasinat pe Mindaugas și pe doi dintre fiii săi în 1263. A fost îngropat împreună cu caii, conform cu tradițiile strămoșești. După moartea lui Mindaugas, Lituania a decăzut în instabilitate internă în următorii ani. Trei dintre succesorii săi - Treniota, ginerele său Svarn și fiul său Vaišvilkas - au fost asasinați în următorii șapte ani. Stabilitatea nu au revenit decât la domnia lui Traidenis, desemnat Mare Duce în cca. 1270.

## Moștenire

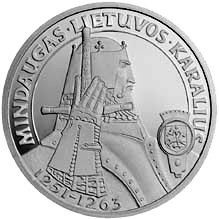
Monede comemorative litas dedicate regelui Mindaugas, cu inscripția Mindaugas Regele Lituaniei.

Mindaugas a deținut o poziție îndoielnică în istoriografia lituaniană până la renașterea națională lituaniană a secolului XIX. În timp ce pentru simpatizanții păgâni a intrat în dizgrațiere pentru că și-a trădat religia, creștinii i-au văzut sprijinul folositor. El a primit numai referințe efemere de la Marele Duce Gediminas și nu a fost menționat deloc de Vitold. Relațiile familiale cunoscute se sfârșesc cu copiii săi; nu există dovezi istorice care să menționeze orice legături între urmașii săi și cei ai dinastiei Gediminids care au condus Lituania și Polonia până în 1572. Un rector din secolul al XVII-lea la Universitatea din Vilnius l-a văzut responsabil pentru necazurile din acea vreme a Uniunii statale polono-lituaniene („semințele discordiei interne între lituanieni au fost însămânțate”). Un istoric din secolul XX l-a acuzat de „distrugerea organizării statului lituanian”. Primul studiu academic al vieții sale de către un cercetător lituanian, Jonas Totoraitis („Die Litauer unter dem König Mindowe bis zum Jahre 1263”) nu a fost publicat decât abia în 1905. În anii 1990, istoricul Edvardas Gudavičius a publicat concluziile sale care indicau data de încoronare, care a devenit o sărbătoare națională. Aniversarea de la cei 750 de la încoronare a fost sărbătorită în 2003, prin dedicarea Podului Mindaugas la Vilnius, numeroase festivaluri și concerte precum și vizitele altor șefi de stat.
Mindaugas este personajul principal în drama Mindowe din 1829, de Juliusz Słowacki, unul din cei Trei Barzi. A fost portretizat în mai multe lucrări literare ale secolului XX: tragedia letonului Martinš Ziverts Vara (Puterea, 1944), poezia dramatică Mindaugas  a lui Justinas Marcinkevičius (1968), Jaučio aukojimas (Dăruirea edictului papal, 1975) de Romualdas Granauskas și Mindaugas de Juozas Kralikauskas (1995).